# Röda pilen
Röda pilen är ett föremål från Sagan om ringen-trilogin. När landet Gondor var i nöd, sände man ut Röda pilen för att tillkalla sina allierade.
Dess flygningar var svarta och dess hullingar gjordes av stål, och dess namn kom från ett rödmålat märke på pilens spets. Detta är en gammal tradition som Gondor alltid gjort för att kalla på hjälp.
När Minas Tirith var på väg att bli belägrad, sände man Röda pilen till kung Theoden och han mönstrade då sin ryttararmé för att undsätta staden.
I filmen Sagan om konungens återkomst, tände man vårdkasar som står utplacerade längs Vita bergen och ända till Edoras för att visa att Gondor var i stor fara, istället för att skicka pilen. Enligt boken fanns vårdkasar placerade på kullar för att både varna och tillkalla Gondorianer.